# 岐阜バスコミュニティ

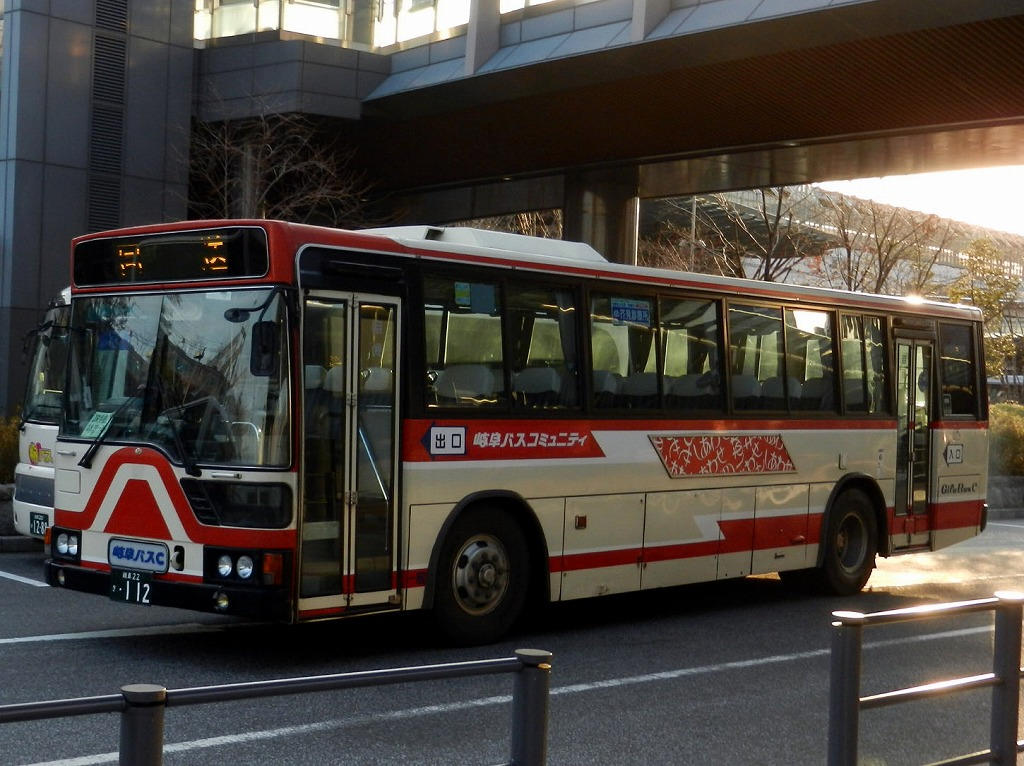
岐阜バスコミュニティの車両（三菱ふそう・エアロスターM）

株式会社岐阜バスコミュニティ（ぎふバスコミュニティ、GifuBus Community Co.,Ltd. ）は、かつて岐阜県各務原市に本社を置いていた路線バス事業者である。

## 概要
1999年4月に新東海観光バスが社名変更して誕生した。新東海観光バスは岐阜バスグループの観光バス会社であったが、同年6月からは岐阜バス各務原営業所の路線バスの受託運行を行い、実質的に各務原営業所の分社子会社となった。また、観光バス（貸切車）は岐阜バス本体（現・岐阜バス観光）や、岐阜バスグループ（旧・西濃華陽観光バス）に移籍し、岐阜バスと同じ塗装を施した路線バスのみ所有していた。また、各務原市と美濃加茂市のコミュニティバスの受託運行も行っていた。
2017年（平成29年）4月1日、岐阜バスグループ再編に伴い、岐阜バスと合併。路線、事業は岐阜バスが継続している。

## かつて運行していた路線
- ●印：岐阜バス本体からの委託路線
- ◆印：岐阜バスコミュニティ独自認可路線
- ◇印：名鉄バスからの移管路線

尾崎団地線 ●
- B57：テクノプラザ  - B56：各務原高校 / B55：諏訪山団地 - 尾崎団地 - 野一色局前 - 梅林公園 - 名鉄岐阜 - B：JR岐阜 - W18：下川手
- B59：各務原高校 / B58：諏訪山団地 - 尾崎団地 - 県総合医療センター - 梅林公園 - 名鉄岐阜 - B：JR岐阜 - W18：下川手 / -  W31：県庁

岐阜川島線 ●
- E36：川島松倉 - 八剣 - 城南通り - JR岐阜 - E：名鉄岐阜
  - 土日祝と夏休み期間は河川環境楽園に乗り入れる。2022年4月01日廃止。

倉知線 ●
- せき東山 - 栄町1丁目（新関） - 久郷 - テクノプラザ - 各務原高校 - 三柿野駅
  - 2024年4月にVRテクノ線を統合。2025年4月廃止。一部（VRテクノ系統）はルート変更され、各務原市のコミュニティバスのテクノライナーに引き継がれる。

岐阜各務原線 ◆
- B32：各務西町営業所 - 岐東球場前 - 入舟町 - 梅林公園 - 名鉄岐阜 - B：JR岐阜
  - 2024年4月廃止。

各務原東部線 ◆
- 各務西町営業所 - 鵜沼中学校前 - つつじヶ丘北 - 新鵜沼駅
  - 2024年4月廃止。

VRテクノ線 ◆
- テクノプラザ - 各務原市民会館 - 三柿野駅
  - 2024年4月に倉知線に統合。

鵜沼緑苑団地線 ◆
- 新鵜沼駅 - 緑苑口 - 緑苑南 - 緑苑小学校 - センター前 - 緑苑南 - 新鵜沼駅
- JR鵜沼駅 - 緑苑口 - 緑苑南 - 緑苑小学校 - センター前 - 緑苑南 - 新鵜沼駅
- 新鵜沼駅 - 緑苑口 - 緑苑南 - 緑苑小学校 - センター前 - 緑苑南 - JR鵜沼駅
  - 2024年4月、廃止された各務原東部線の一部区間を統合し、路線名を緑苑八木山線に変更。

モンキーパーク・リトルワールド線 ◇
- リトルワールド - （今井丸山） - 犬山駅東口（3月１日 - 11月末の土休日運行）
- 日本モンキーパーク - 犬山駅（3月１日～11月末の土休日運行）
- リトルワールド - （今井丸山） - 日本モンキーパーク - 犬山駅東口

明治村線 ◇
- 明治村 - 長者町団地 - 前原 - 犬山ニュータウン - （休日診療所/五郎丸） - 犬山駅東口

長者町団地循環線 ◇
- 犬山駅東口 - 犬山ニュータウン - 長者町団地 - 犬山ニュータウン - 犬山駅東口
  - 2024年10月廃止。

イオンモール各務原線（行先番号なし）
- 名鉄各務原市役所前駅 - 市民公園中央図書館前・新那加駅 -イオンモール各務原

文化の森公園線（旧昭和村線）
- 美濃太田駅北口 - 日本昭和村
  - 2012年4月1日に美濃加茂市コミュニティバス（あい愛バス）に編入された。これに伴い、ayucaは利用できなくなった。

寂光院線
- 犬山遊園駅 ‐ 寂光院
  - 毎月5日と18日運行。年2回の大祭時も運行。
  - 2024年4月廃止（最終運行は2024年3月18日）。

岐阜乗合自動車管理委託路線
- 大洞団地線
- 尾崎団地線
- 岐阜川島線
- 倉知線
- 日野市橋線
- イオンモール各務原線